# Jules-Eugène Lenepveu
Pour les articles homonymes, voir Lenepveu.
Jules-Eugène Lenepveu, né à Angers le 12 décembre 1819 et mort à Paris le 16 octobre 1898, est un peintre français.

## Biographie
Jules-Eugène Lenepveu est né place du Lion-d'Or à Angers, à l'emplacement de la rue qui porte actuellement son nom, dans une famille de petits commerçants, son père étant coiffeur. Son frère aîné, Frédéric, devient violoniste à l'opéra d'Angers, son frère cadet, Prosper, sera médecin et sa sœur, Aimée, professeur de piano. Le peintre montre un profond attachement à sa famille tout au long de sa vie comme l'illustrent sa correspondance et les nombreux portraits de ses proches.
Il entre à l'école de dessin d'Angers en 1833 où il est élève de Jean-Michel Mercier. Il y côtoie le sculpteur Ferdinand Taluet. Il arrive à Paris en 1837 et entre aux Beaux-Arts où il est admis officiellement dans l'atelier de François-Édouard Picot en 1838. Il expose son œuvre L'Idylle au Salon de 1843 et, cette même année, il part pour un premier séjour en Italie. Il obtient le second prix de Rome en 1843 pour Cincinnatus recevant les députés du Sénat, puis le premier prix en 1847 avec La Mort de Vitellius.
Pensionnaire de la Villa Médicis à partir de 1848, il y est entouré par les peintres Alexandre Cabanel, Léon Benouville, Gustave Boulanger, Félix Barrias, Isidore Pils, William Bouguereau, Paul Baudry et surtout l'architecte Charles Garnier.
Ses compositions historiques et allégoriques le rendent célèbre :

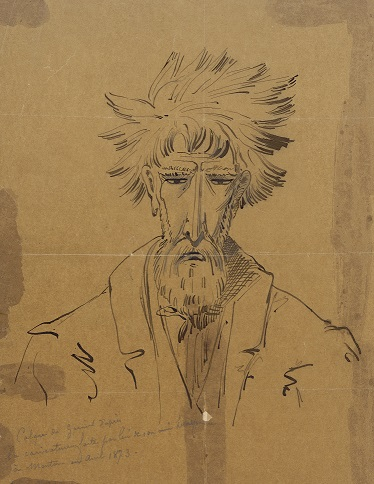
Caricature de J.-E. Lenepveu par C. Garnier

Choisi par Charles Garnier avec qui il entretiendra toute sa vie une étroite complicité artistique et amicale, on lui doit le plafond de l'Opéra de Paris (1869-1871). Encensé en son temps, classé Monument Historique dès 1923, il est pourtant camouflé depuis 1964, à la demande du ministre des Affaires Culturelles André Malraux, par une œuvre amovible signée Marc Chagall réalisée par Roland Bierge et ses deux assistants, Richard Paschal et Paul Versteeg. Le débat né à cette occasion n'est pas clos, entretenu ces dernières années par des personnalités telles que Alain Duault, Hugues Gall, Adrien Goetz,, Christophe Leribault, Henri Loyrette, Didier Rykner. La réapparition du plafond originel, élément majeur de l’œuvre d'art totale qu'est l'opéra de Paris voulu par Charles Garnier, est en particulier d'actualité depuis 2023,,,.
Il peint le plafond du Grand Théâtre d'Angers (1871).
Il est élu à l'Académie des beaux-arts en 1869, puis nommé directeur de la villa Médicis (Académie de France à Rome) de 1873 à 1878, où sa nièce et élève Joséphine Berthault l'accompagne.
Entre 1883 et 1894, il participe à Paris aux décorations de l'escalier Daru du palais du Louvre, qui conduit à la Victoire de Samothrace.
On lui doit la fresque monumentale relatant la vie de Jeanne d'Arc au Panthéon de Paris entre 1886 et 1890.
Jules-Eugène Lenepveu décède à son domicile parisien, au 67, Boulevard de Clichy. D'abord enterré au cimetière du Père Lachaise, son corps est transféré à Angers au cimetière de l'Est en 1901. Sa tombe est surmontée d'une stèle ornée d'un buste de Injalbert, à l'origine en bronze et à présent imprimé en 3D d'après la sculpture dans les collections du musée des Beaux-Arts d'Angers.

## Œuvres dans les collections publiques

### Décors d'églises
- Angers, Centre hospitalier universitaire d'Angers, chapelle Sainte-Marie : peintures murales.
- Chantilly, église Notre-Dame-de-l'Assomption de Chantilly, chapelle des Âmes du purgatoire : Délivrance des âmes du purgatoire, 1841, peinture du retable, en collaboration avec François Léon Benouville.
- Paris :
  - basilique Sainte-Clotilde : peintures de la chapelle de la Sainte-Vierge et chapelle Sainte-Valère.
  - église Saint-Ambroise, transept : saint Ambroise interdisant l'entrée de l'église de Milan à l'empereur Théodose Ier ; Saint Ambroise livrant les vases sacrés de son église pour racheter des prisonniers ; Saint Augustin réconciliant les catholiques et les donatistes au concile de Carthage ; Saint Augustin faisant cesser l'usage barbare de se battre entre parents pour s'exercer à la guerre, peintures.
  - église Saint-Louis-en-l'Île : décor de la chapelle saint-Denis, 1861-1862.
  - église Saint-Sulpice : peintures de la chapelle Sainte-Anne, 1862-1864.

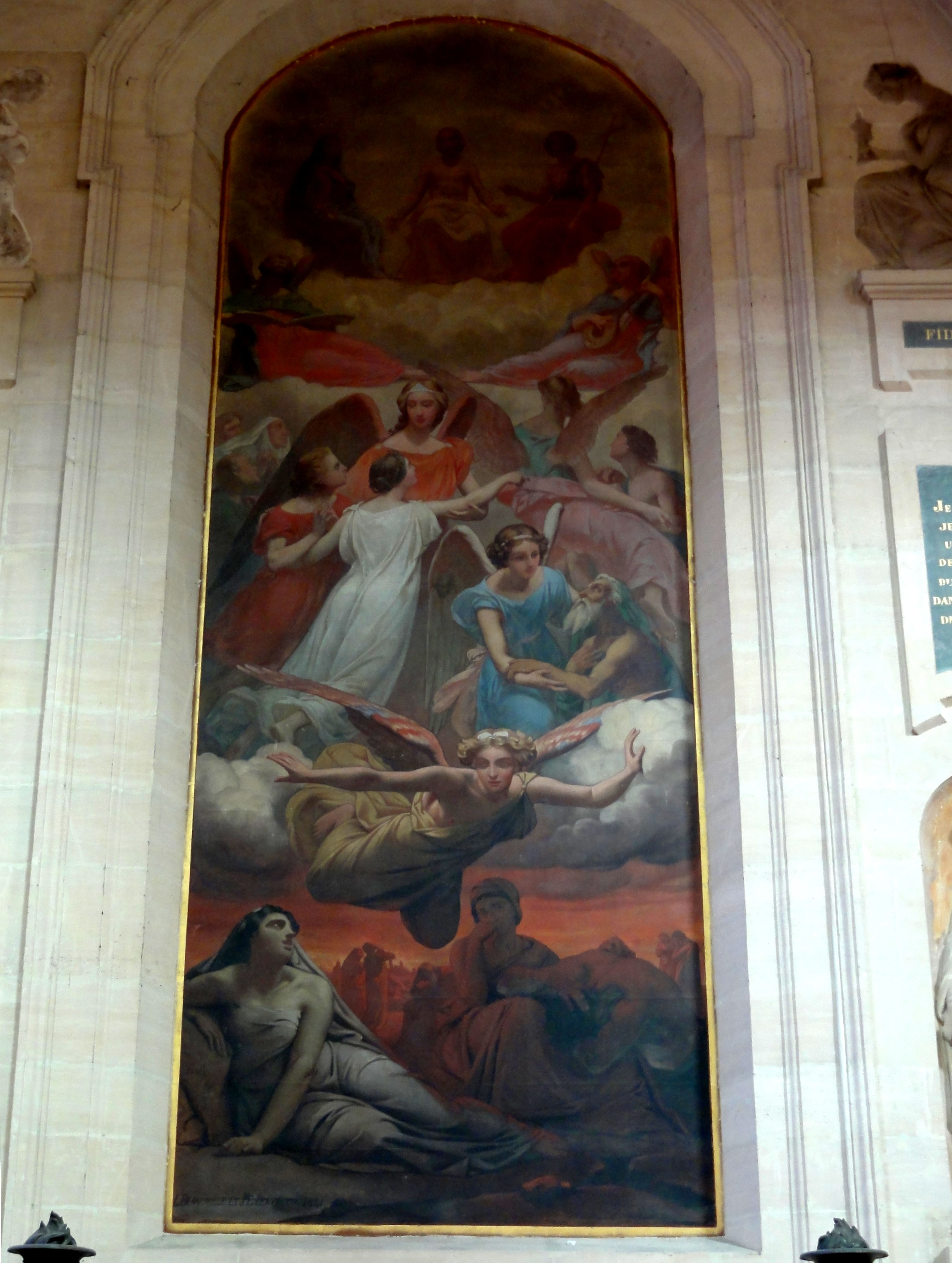
Délivrance des âmes du purgatoire (1841), avec François Léon Benouville, Chantilly, église Notre-Dame-de-l'Assomption, chapelle des Âmes du purgatoire.
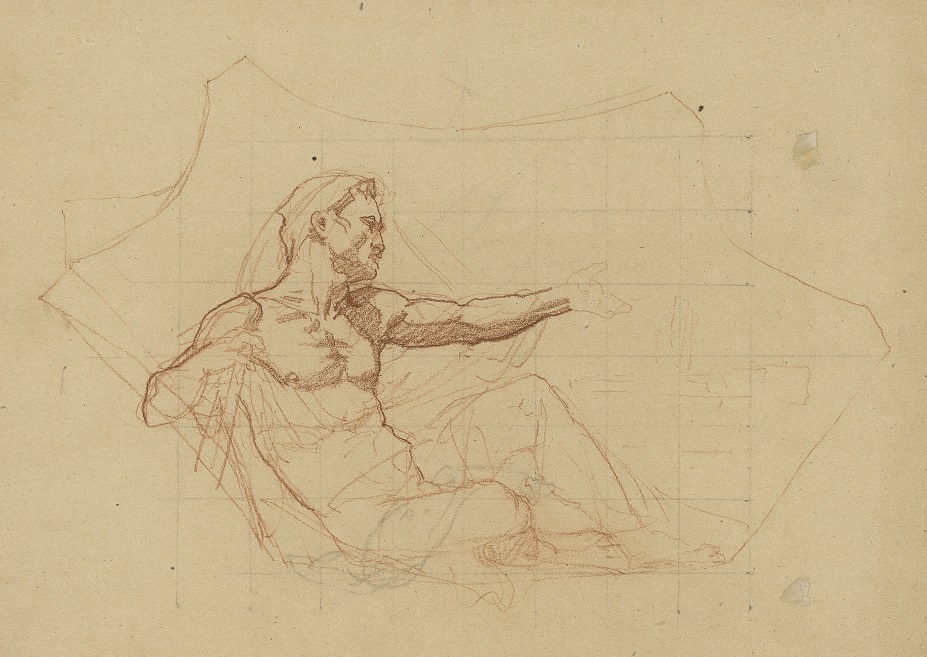
Etude pour le prophète Michée, Eglise Saint Sulpice de Paris
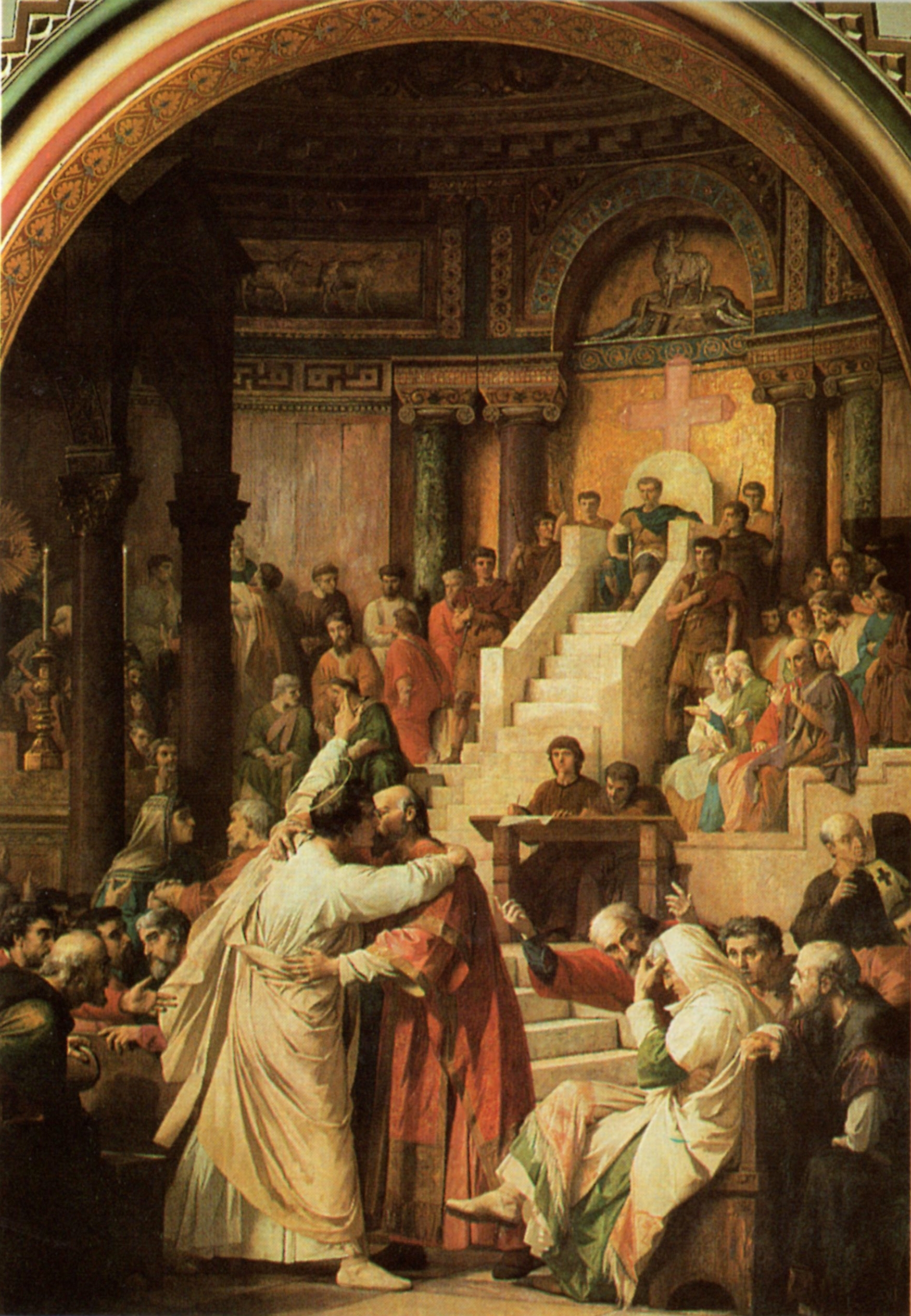
Saint Augustin réconciliant les catholiques et les donatistes au concile de Carthage, église Saint-Ambroise de Paris.
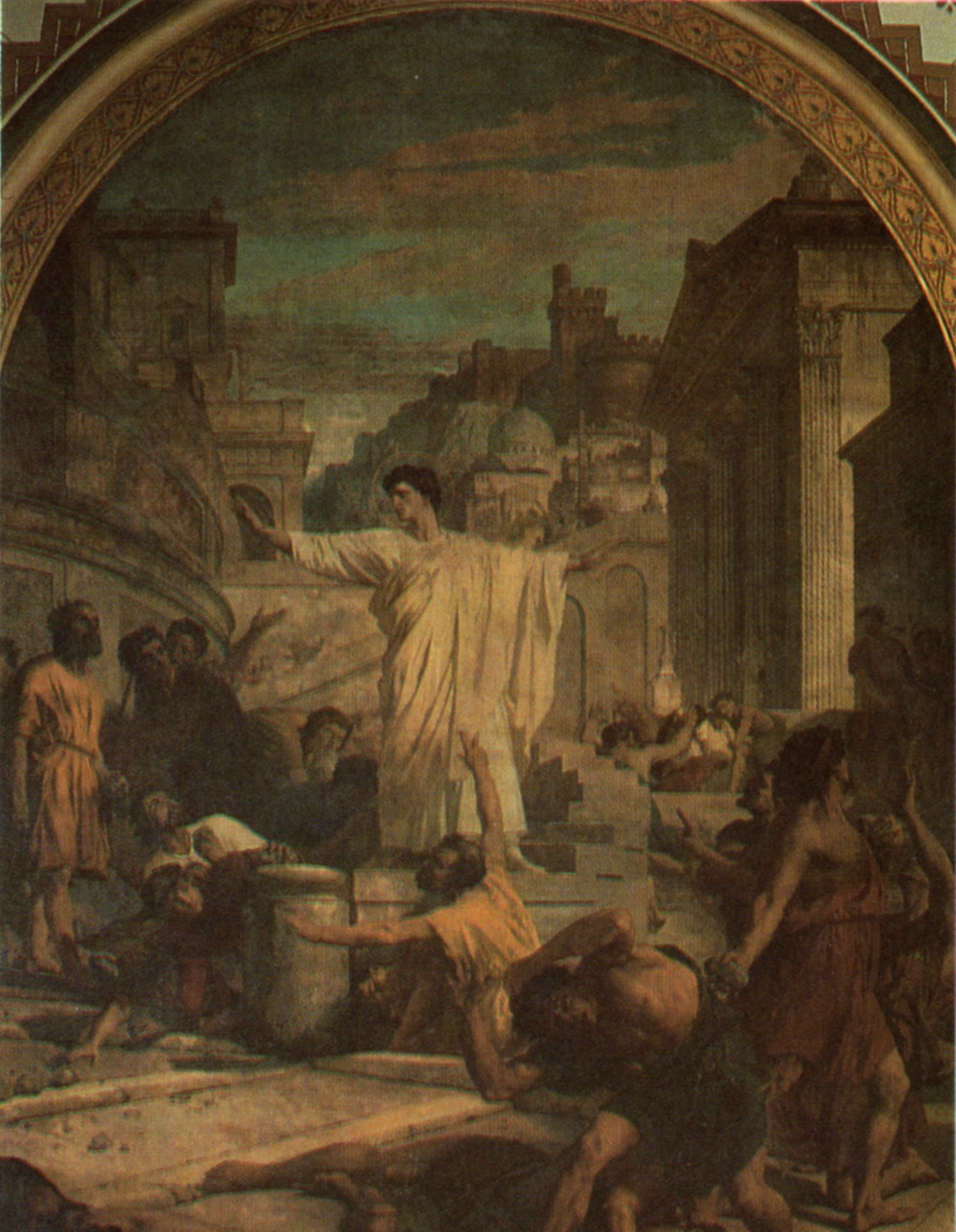
Saint Augustin faisant cesser l'usage barbare de se battre entre parents pour s'exercer à la guerre, église Saint-Ambroise de Paris.

### Décors civils et privés
- Angers :
  - Grand Théâtre : coupole peinte de la salle de spectacle, 1871[19].
  - logis Pincé : L'Entrée de François Ier à Angers en 1518, 1893.
- Grenoble, hôtel de préfecture de l'Isère, salon des Quatre Saisons : quatre cartouches, 1866.
- Monaco, casino de Monte-Carlo, décors pour la salle de jeux (disparus lors des travaux de 1969).
- Paris :
  - opéra Garnier : Les Muses et les Heures du jour et de la nuit, 1872. Œuvre masquée par une toile de Marc Chagall depuis 1964 (esquisse au musée d'Orsay[20]).
  - opéra Le Peletier : coupole, 1863, en collaboration avec Louis Boulanger. Œuvre détruite lors de l'incendie de 1873.
  - palais du Louvre : cartons pour le décor en mosaïque de l'escalier Daru (aujourd’hui dissimulé) de 1883 à 1894.
  - Panthéon : cycle de la vie de Jeanne d'Arc, 1886 à 1890 (Jeanne d'Arc entend des voix à Domrémy ; Jeanne d'Arc en armure devant Orléans ; Jeanne d'Arc sur le bûcher à Rouen ; Jeanne d'Arc à Reims lors du sacre du roi Charles VII).
  - Plafond de l'hôtel Hachette ( détruit par un incendie en 1996)
  - Décors de l'hôtel de Pontalba (actuelle résidence de l'ambassadeur des Etats-Unis - décors remplacés vers 1890 par Edmond de Rothschild)
  - Plafond de l'hôtel de Viefville (détruit dans le cadre d'une opération de promotion en 1961)

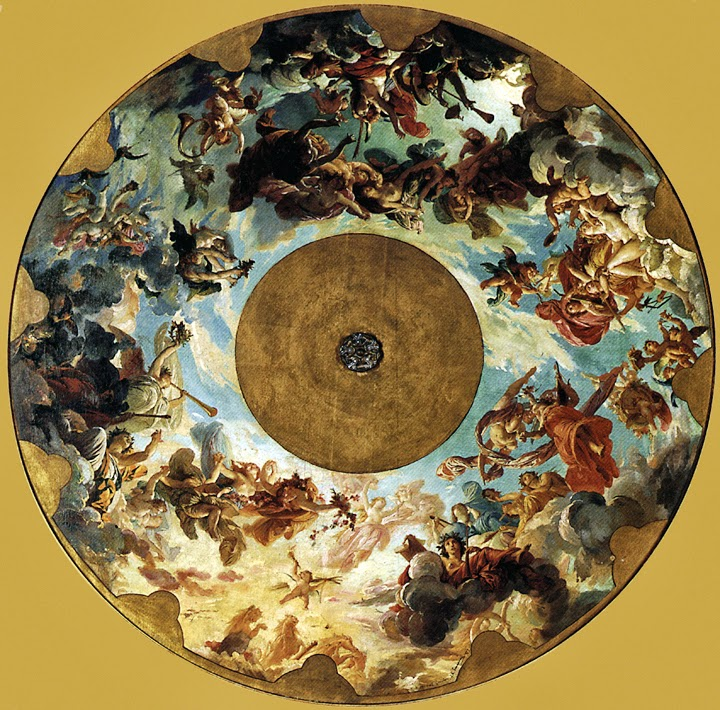
Les Muses et les Heures du jour et de la nuit (1872), esquisse du plafond de l'opéra Garnier, Paris, musée d'Orsay.
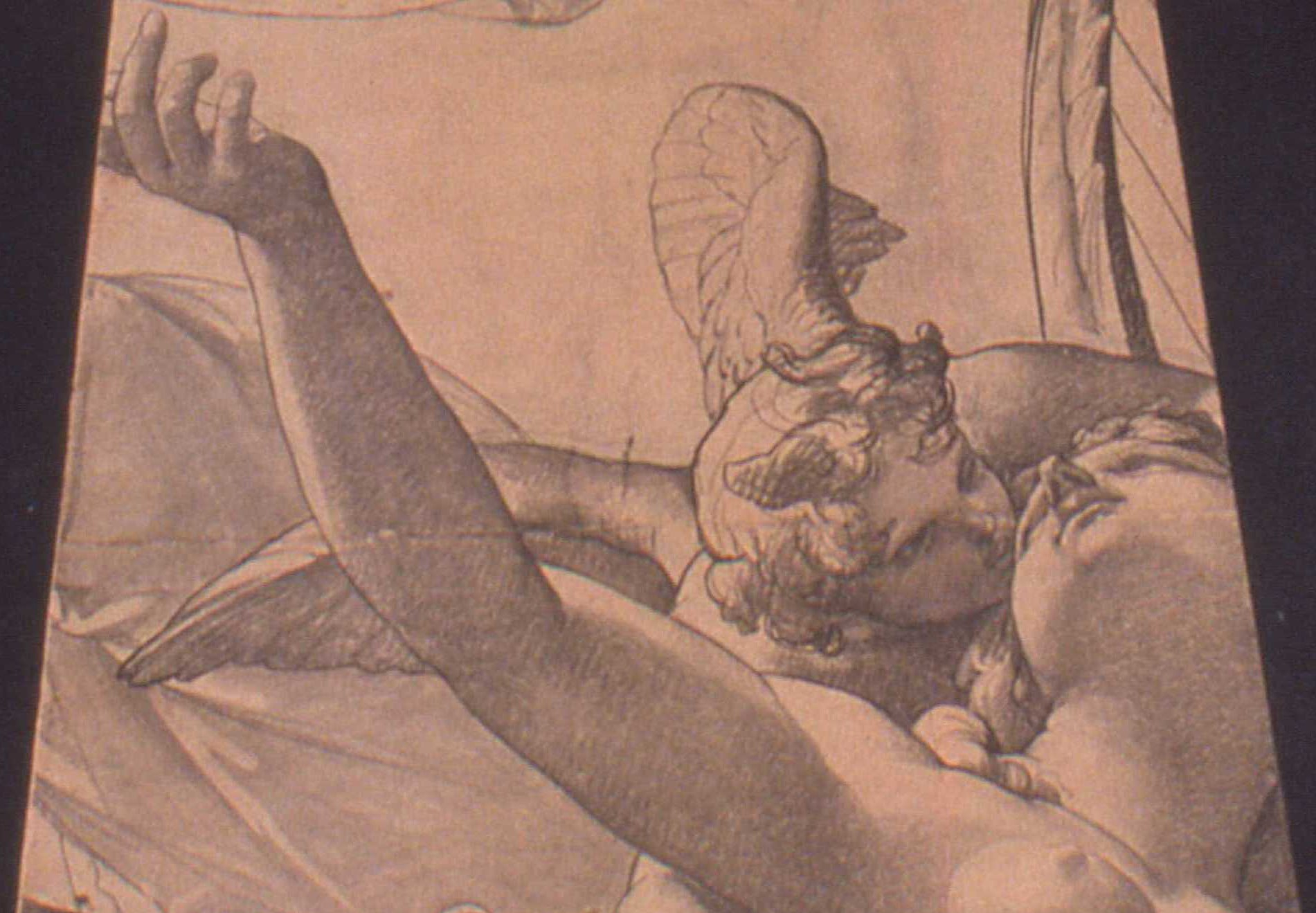
Détail du carton pour le plafond de l'Opéra Garnier, Musée des Beaux-Arts d'Angers
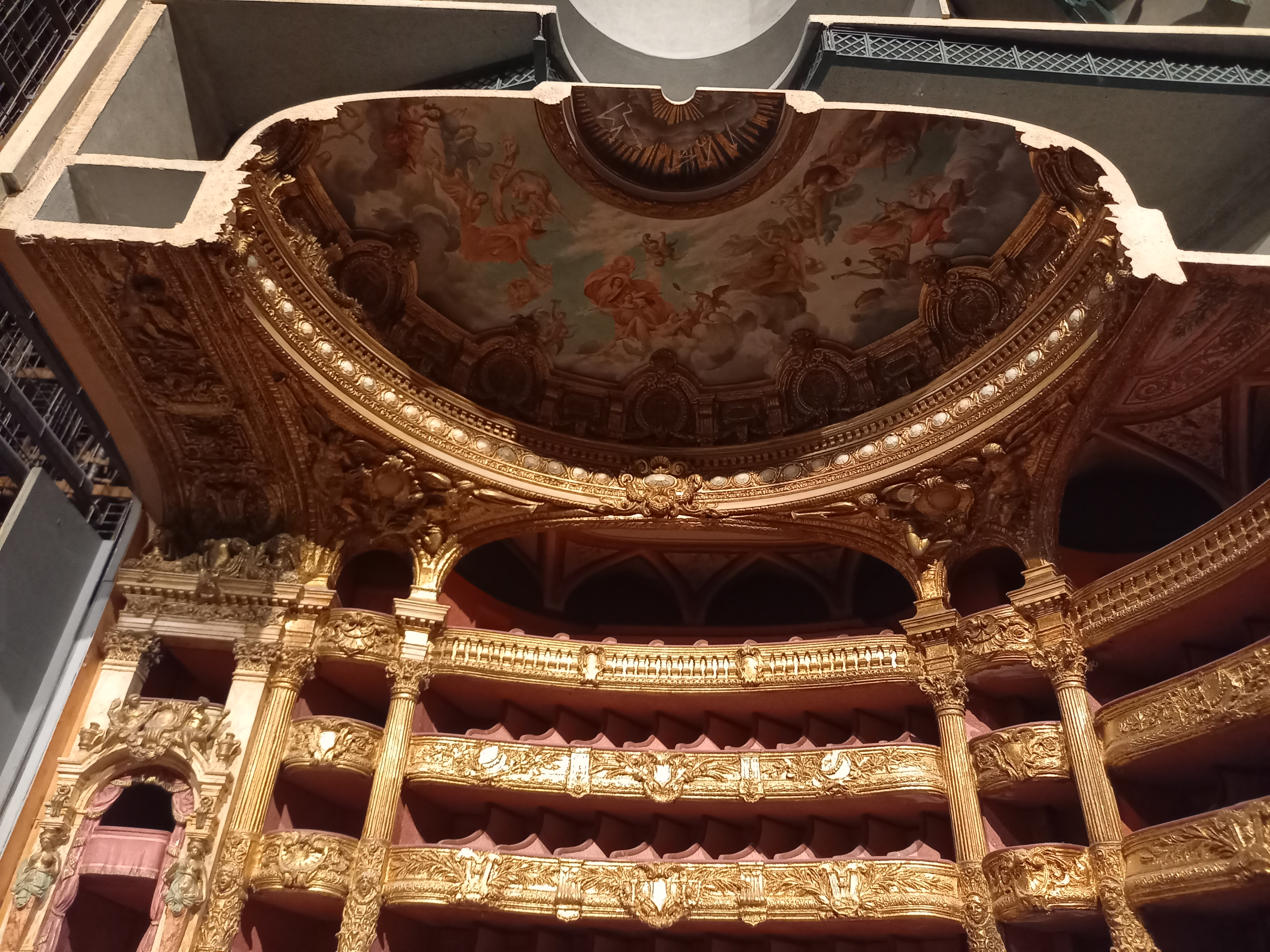
Détail de la maquette de l'Opéra Garnier, Paris, musée d'Orsay
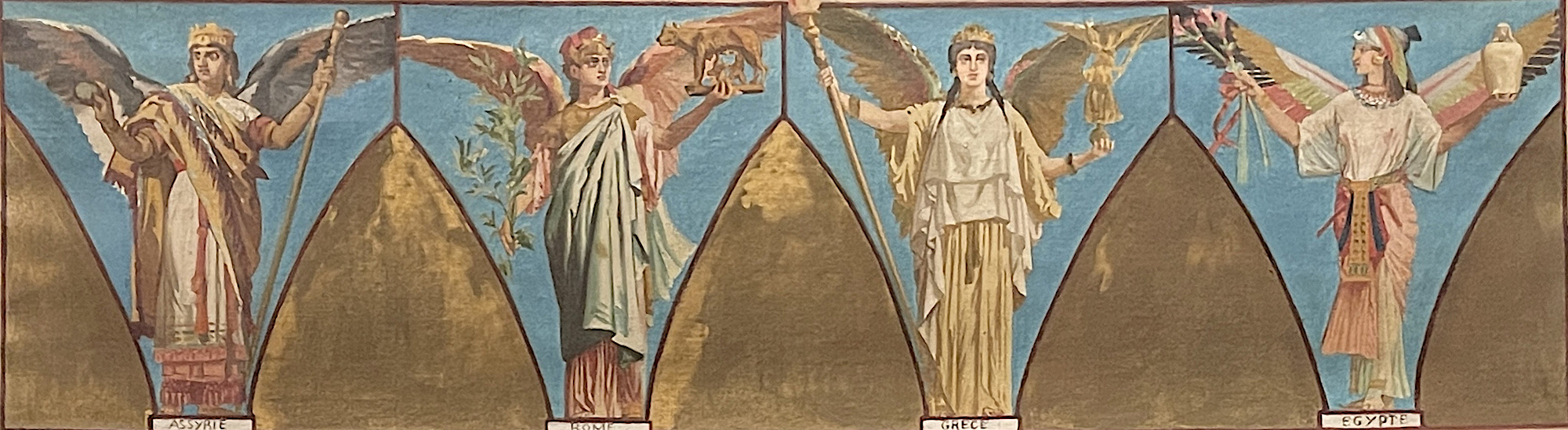
La Grèce, Rome, l’Égypte et l’Assyrie (1887-1888), esquisse préparatoire pour le plafond de l’escalier Daru du musée du Louvre, collection particulière.
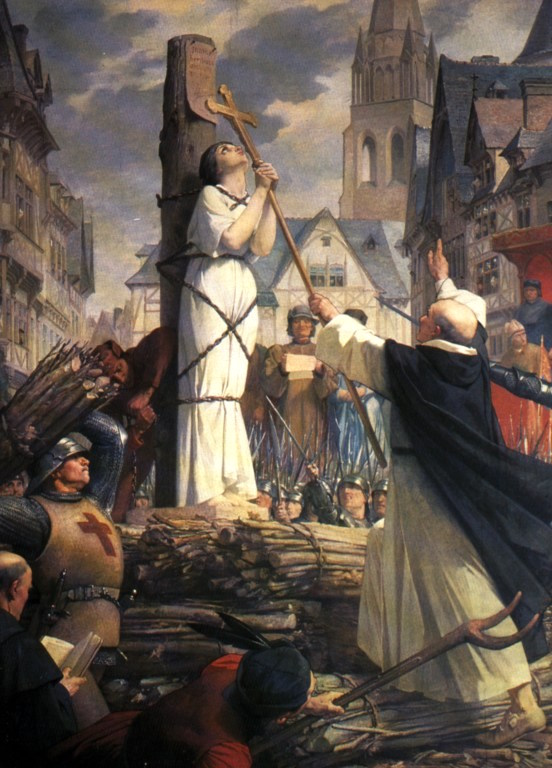
Jeanne sur le bûcher place du Vieux Marché à Rouen (1886-1890), Panthéon de Paris.
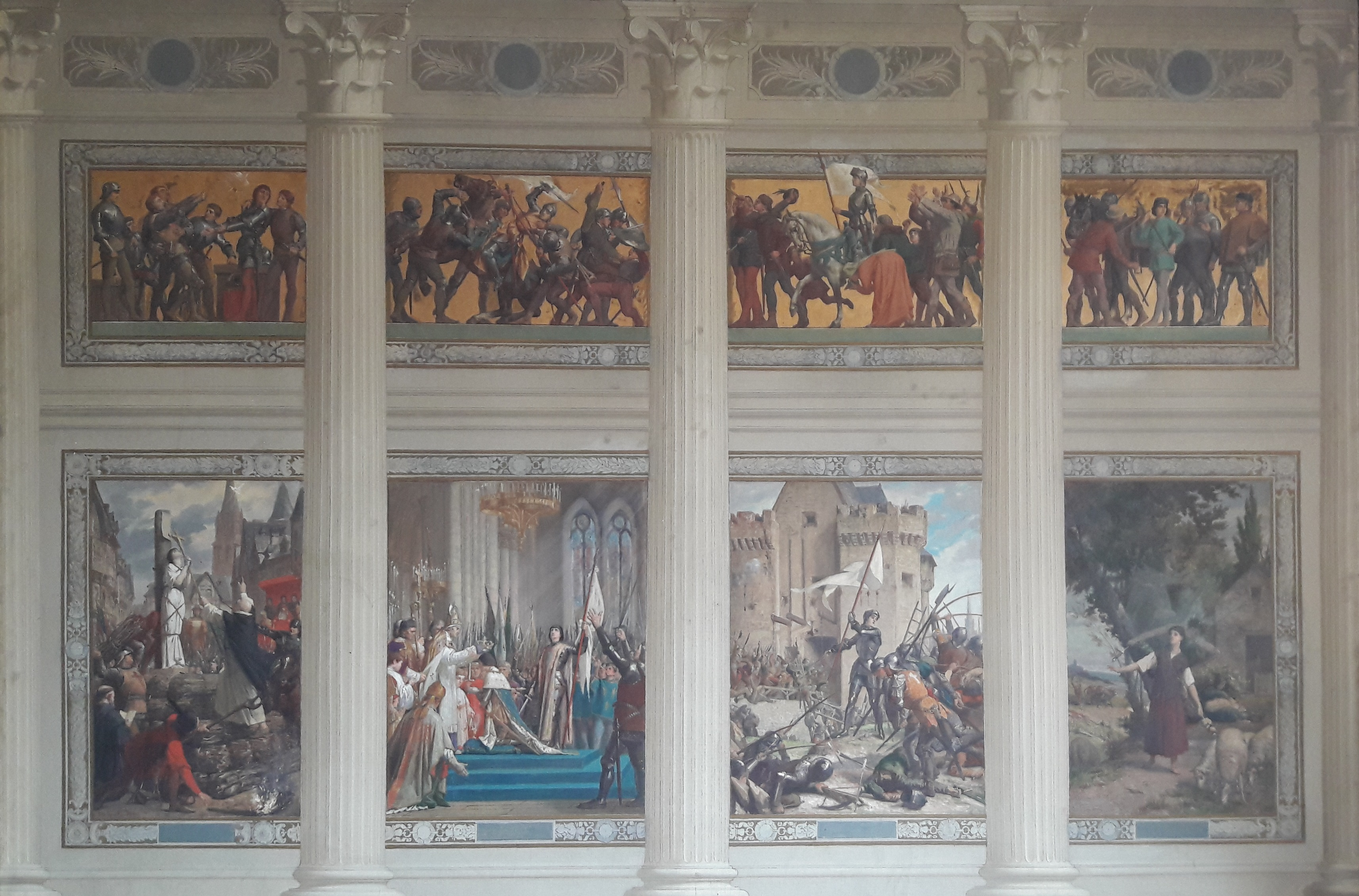
Histoire de Jeanne d'Arc, projet de décoration pour le Panthéon de Paris, musée des Beaux-Arts d'Angers.

### Peinture de chevalet et dessins
- Angers, musée des Beaux-Arts :
  - Hylas attiré par les nymphes, huile sur toile[21] ;
  - Portrait de Joséphine Berthault.
  - Cartons à taille réelle du plafond de l'Opéra Garnier.
- Paris :
  - École nationale supérieure des beaux-arts :
    - La Mort de Vitellius, prix de Rome 1847 ;
    - Portrait de Jean-Antoine Injalbert.

  - musée d'Orsay :
    - Les Muses et les Heures du jour et de la nuit, 1872 ;
    - Les Martyrs aux catacombes, 1855[22];
    - Deux esquisses pour le prix de Rome, Cincinnatus recevant les députés du Sénat, 1844, La Mort de Vitellius, 1847.

  - Bibliothèque-musée de l'Opéra Garnier : Esquisse du plafond de l'Opéra Garnier.
  - Petit Palais - musée des Beaux-Arts de la Ville de paris : Esquisses pour l'église Saint Ambroise.
  - Musée Carnavalet : estampe d'après le plafond du Nouvel Opéra, reproduction des décors de l'église Saint Sulpice.
- Quimper, musée des Beaux-Arts : Velleda, effet de lune.
- Nantes, musée d'Arts : La vierge au calvaire.
- Beaufort-en-Vallée, musée Joseph-Denais : Portrait de Joseph Denais.
- Avallon, musée de l'Avallonnais : Tête de femme romaine parée de bijoux de corail
- Laval, musée des Beaux-Arts : Le pape Pie IX à la chapelle Sixtine.
- Rome, Académie de France à Rome : Portrait de Louis-Jules André.
- New York, The Metropolitan Museum of Art, 
  - Antigone enterre symboliquement le corps de son frère Polynices ;
  - Purgatoire
- Cleveland, Cleveland Museum of Art, Christ couché près du sépulcre

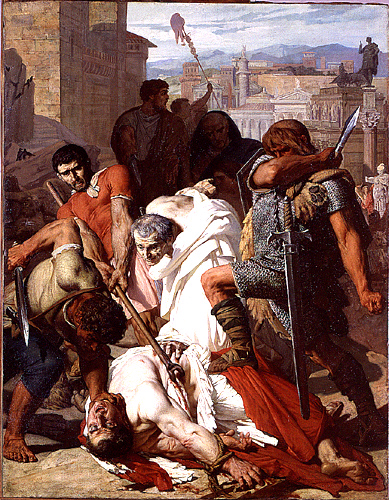
La Mort de Vitellius (1847), Paris, École nationale supérieure des beaux-arts.
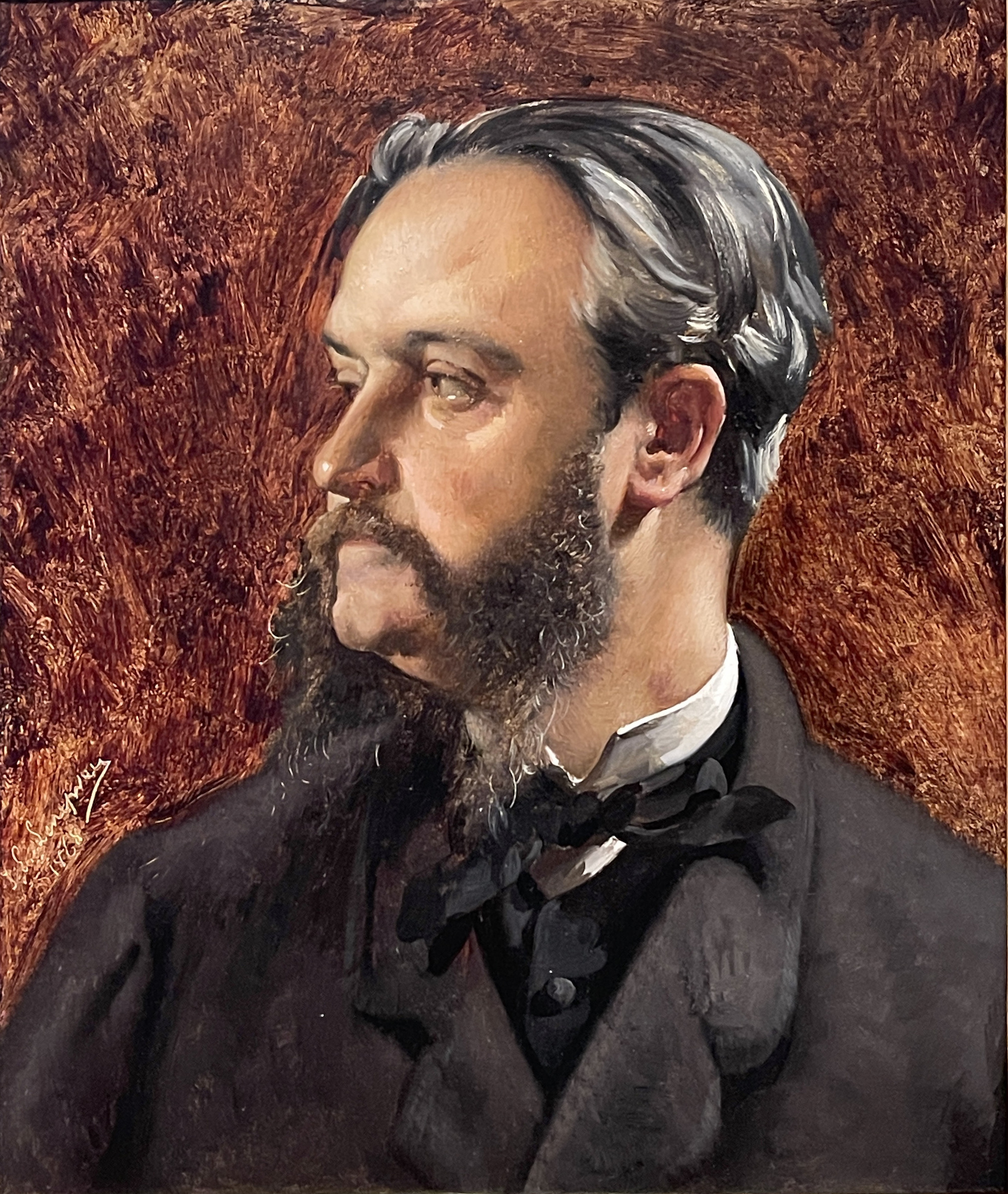
Portrait de Jean-Léon Pallière, Collection particulière
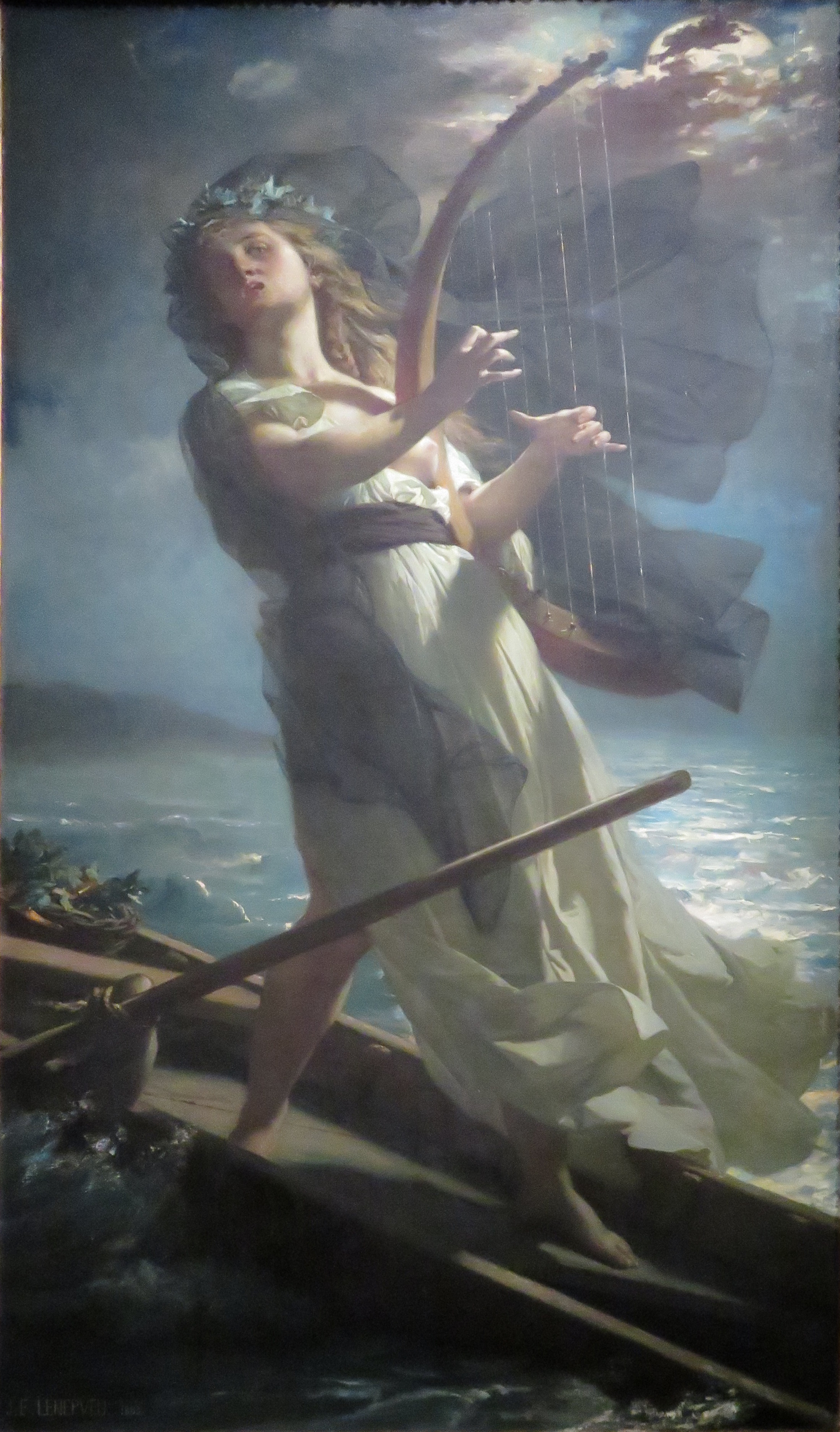
Velleda. Effet de lune, musée des Beaux-Arts de Quimper.
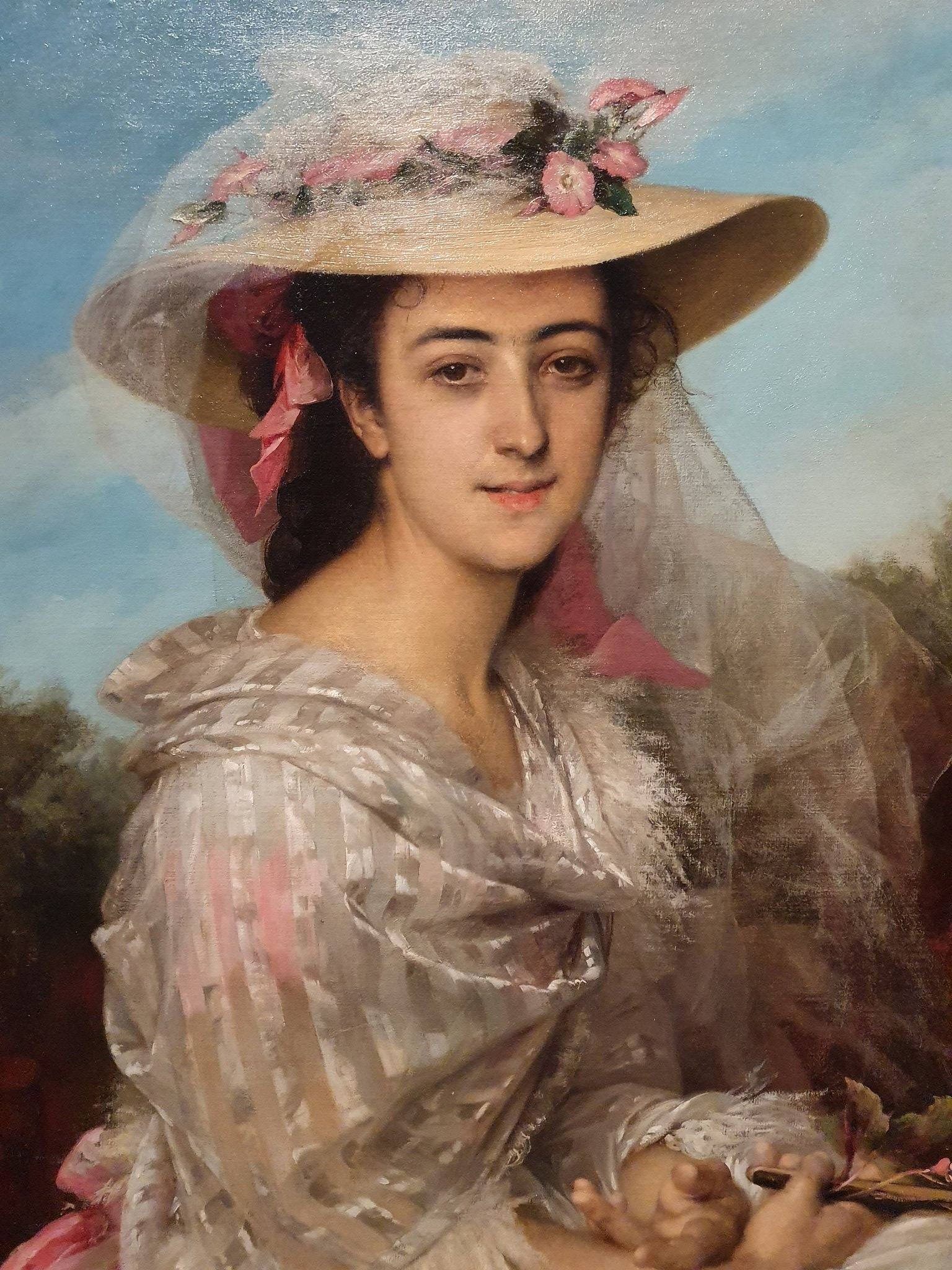
Portrait de Joséphine Berthault, musée des Beaux-Arts d'Angers.
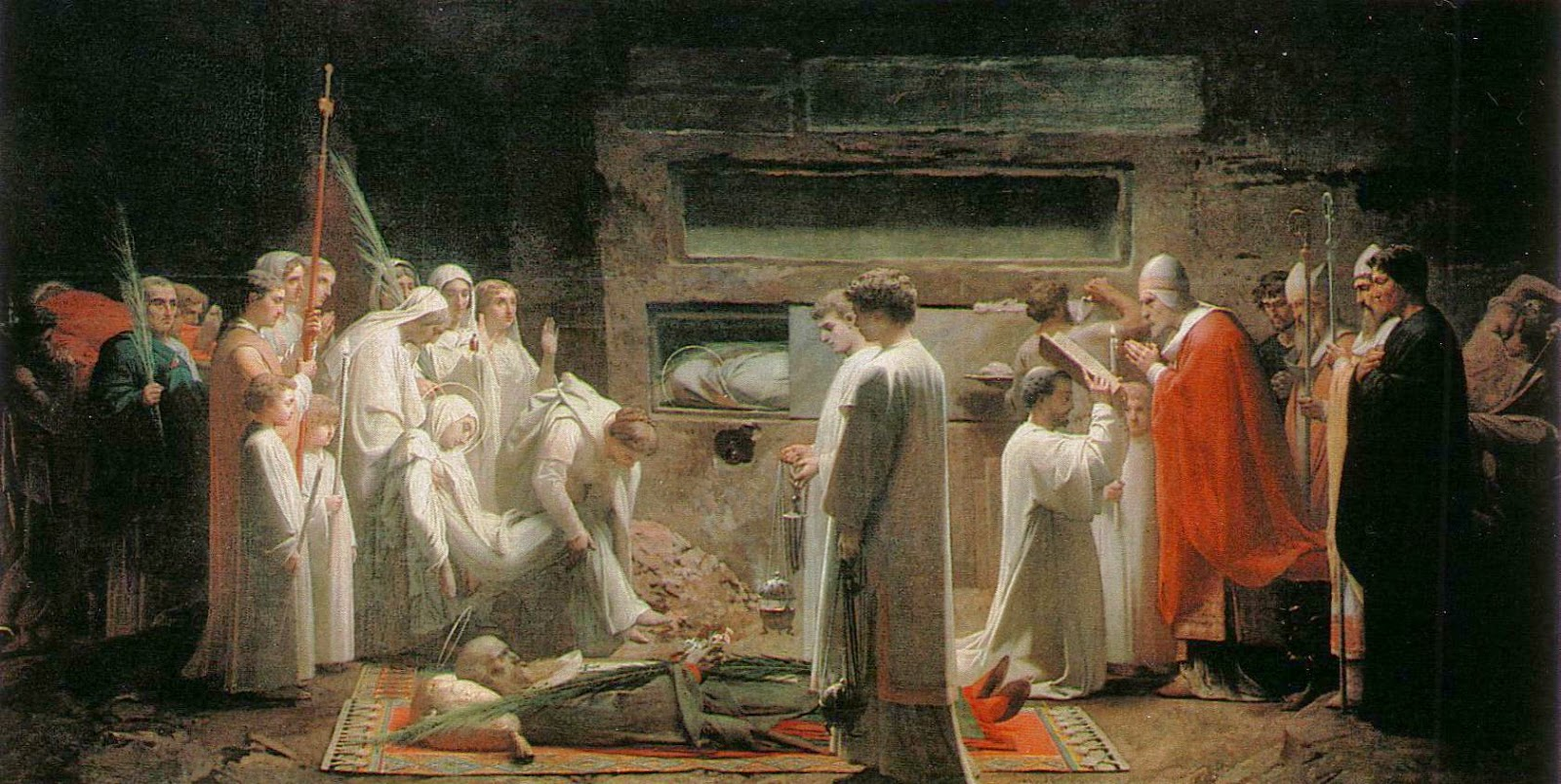
Les Martyrs aux catacombes (1855), Paris, musée d'Orsay.

## Récompenses et distinctions

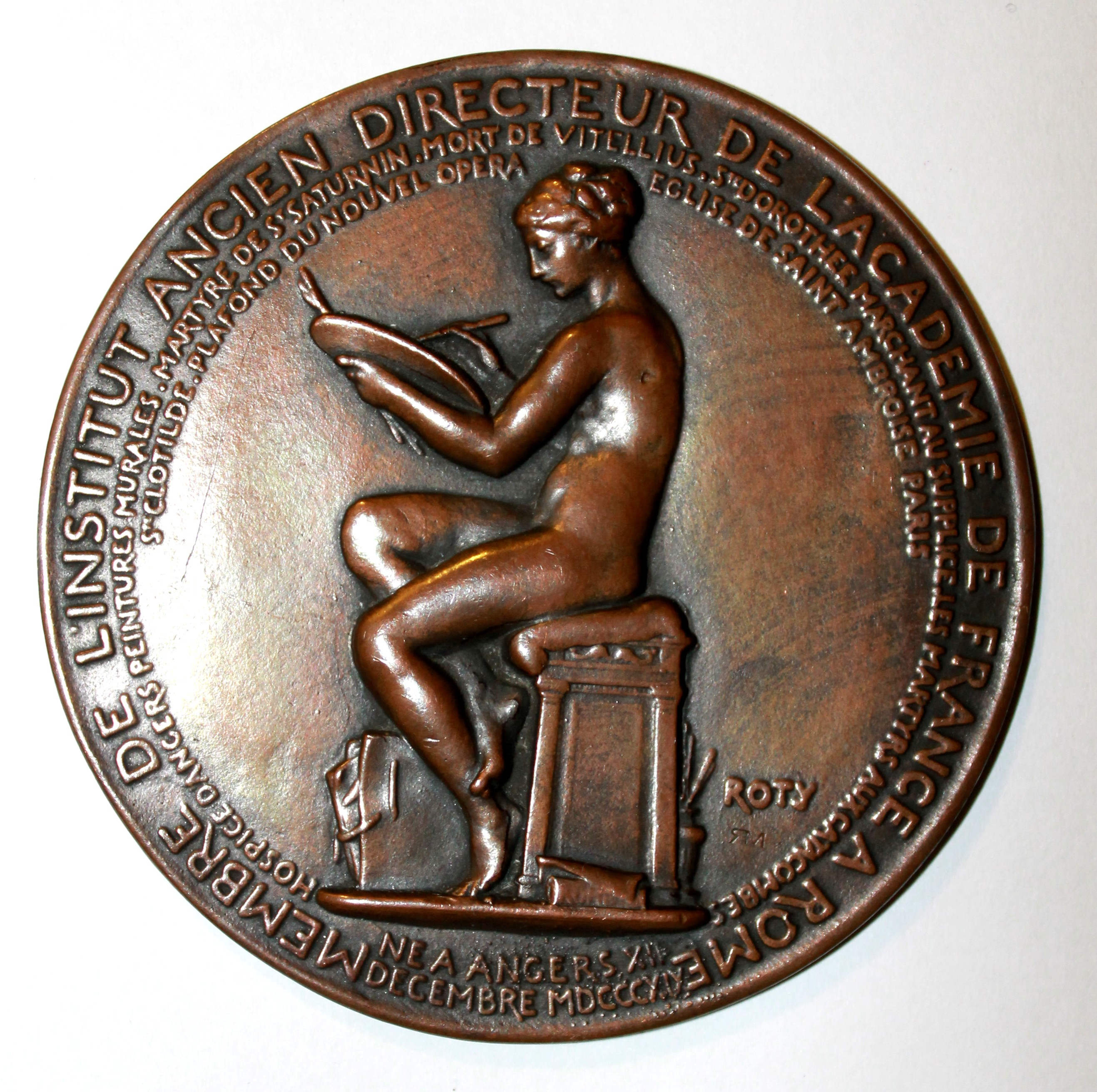
Oscar Roty, Jules Eugène Lenepveu (1881), médaille créée en son honneur.

- 1847 : 1er grand prix de Rome en peinture.
- 1855 : 2ème médaille de l'Exposition Universelle en 1855
- 1862 : chevalier de la Légion d'honneur.
- 1869 : membre de l'Institut, élu à l'Académie des Beaux-arts en 1869.
- 1873 : membre de l'Accademia di San Luca à Rome.
- 1876 : officier de la Légion d'honneur.
- 1877 : virtuose du Panthéon de Rome.
- 1878 : commandeur de l'ordre de Saint-Grégoire-le-Grand.

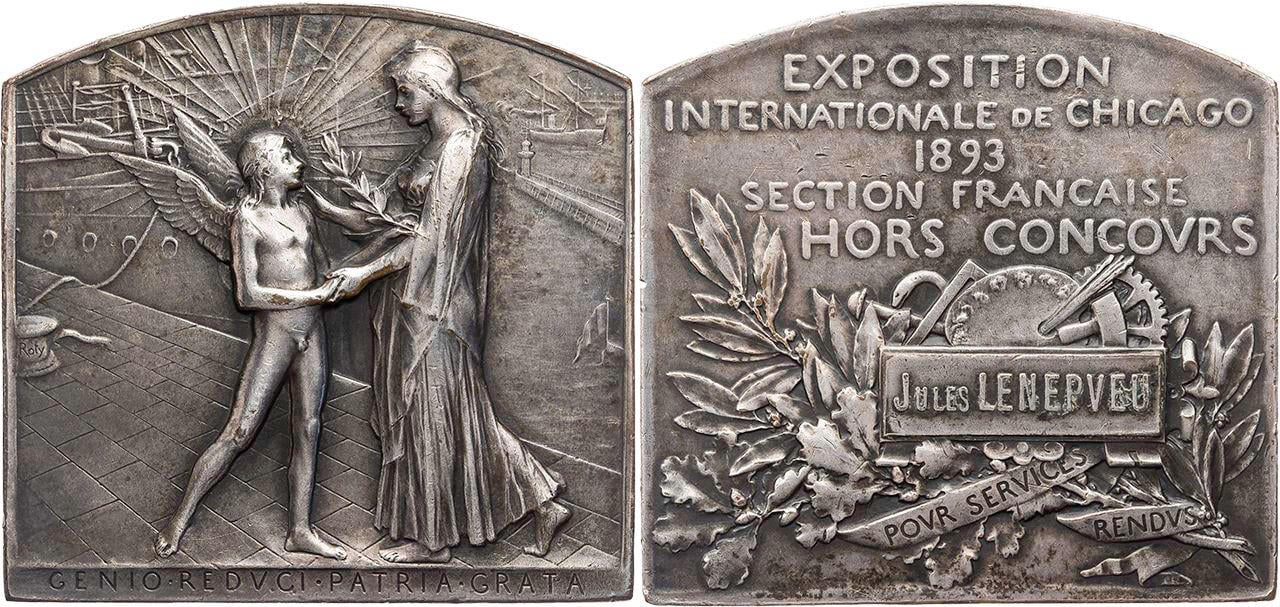
Oscar Roty Exposition universelle Chicago 1893

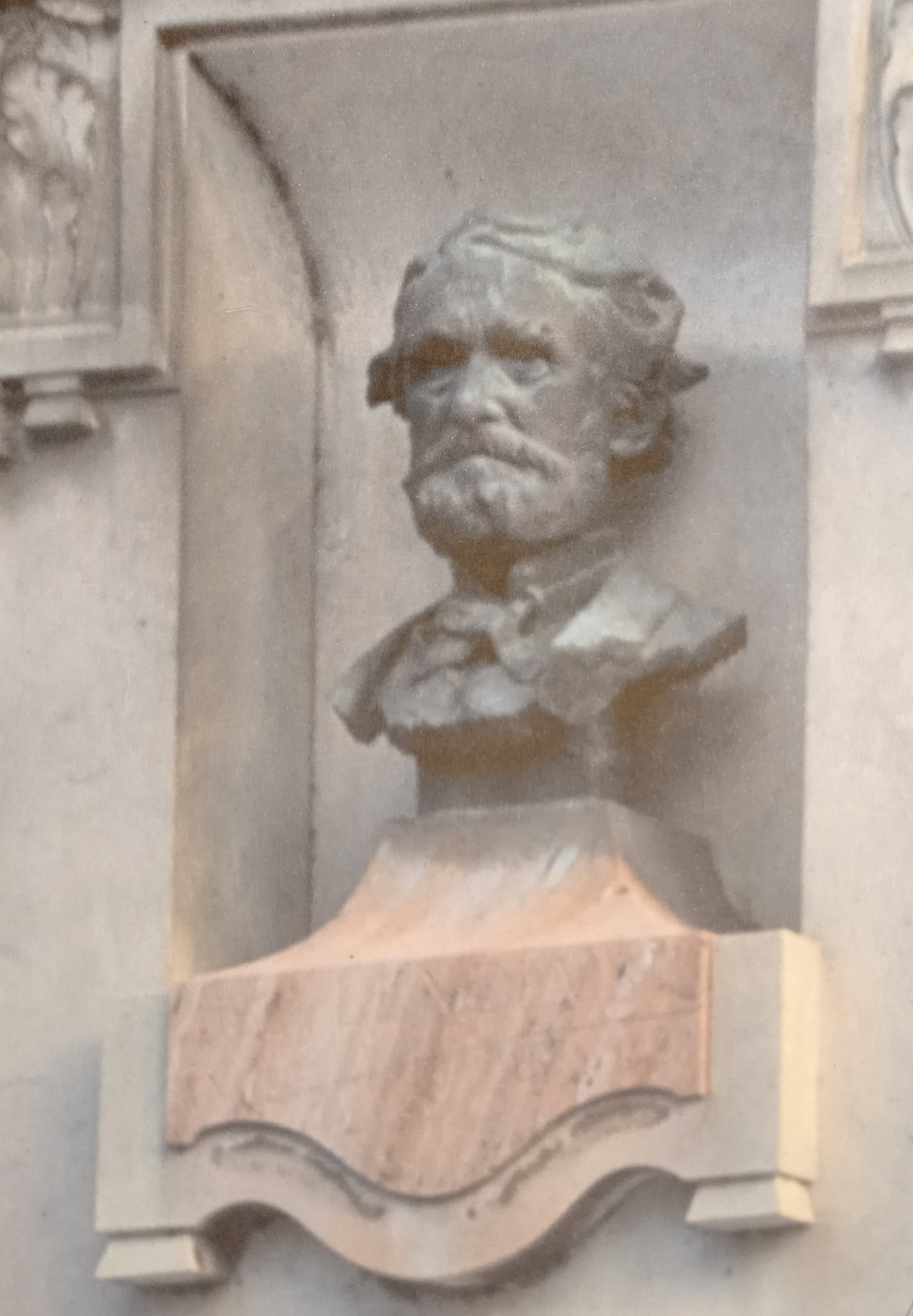
Buste de Lenepveu par Injalbert

- 1893 : commandeur de l'ordre d'Isabelle la Catholique.

## Hommages
- Médailles en son honneur gravées en 1881 et 1893 par Oscar Roty[23],[24].
- Monument à Jules-Eugène Lenepveu par Jean-Antoine Injalbert en 1900 à Angers, financé par une souscription publique, cour du logis Barrault[25].
- Buste en bronze par Jean-Antoine Injalbert ornant son monument funéraire au cimetière de l'Est à Angers.
- Une rue piétonne de sa ville natale a reçu son nom de son vivant.
- Une rue à Port-Louis l’ile Maurice a reçu son nom.